# Walter Maria Guggenheimer
Walter Maria Guggenheimer (* 8. Januar 1903 in München; † 16. Juni 1967 in Frankfurt am Main) war ein deutscher Journalist, Literaturkritiker und Übersetzer. Größere Bekanntheit erlangte er zudem als Rundfunkkommentator.

## Leben
Guggenheimer absolvierte ein Studium der Germanistik und Nationalökonomie an den Universitäten Berlin und München, das er mit der Promotion abschloss, und war Werkstudent. Während des Dritten Reiches verfolgt, bedeutete ein deutsches Industrieunternehmen für Guggenheimer die Rettung nach Teheran. Ab 1941 war er mit den Forces Francaises Libres de Gaulles im Kampf gegen sein Heimatland in Frankreich, Italien, Nordafrika und im Nahen Osten. Zurück in Deutschland war er als Verlagslektor und Theaterkritiker tätig, u. a. für Zeitschriften wie Der Ruf.

### Theaterkritiker
Die Theaterkritik sah Guggenheimer der Literaturkritik zugehörig und als Aufgabe, die ernstgenommen, das zeitgenössische Theater verbessern könne; allerdings nahm er auch ihre Grenzen realistisch wahr: „(...) soll ich in die Aufführung gehen oder nicht? Ja, wie soll der Kritiker das wissen (...)? Es ist schon schwer genug eine Aufführung zu beurteilen; nun aber noch jeden möglichen Besucher?“
Besondere Bekanntheit erlangte Guggenheimer durch seine Arbeit als Redakteur für die Frankfurter Hefte und seine zahlreichen Kommentare in den Kulturprogrammen des Hörfunks und des Fernsehens.

### Übersetzer
Guggenheimer betätigte sich auch als Übersetzer aus dem Französischen. Besondere Bekanntheit erlangten hierbei seine Übersetzungen von Werken Christiane Rocheforts, besonders das bis heute immer wieder aufgelegte Kinder unserer Zeit, und seine zahlreichen „Marguerite Duras“-Übersetzungen. Für den S. Fischer-Verlag übersetzte er auch Theaterstücke fremdsprachiger Autoren.

## Varia
Arno Schmidt hat dem Rundfunkkommentator 1955 in Seelandschaft mit Pocahontas ein kleines literarisches Denkmal gesetzt:

„Dann ‚Kommentar der Woche‘, Doktor Walter Maria Guggenheimer, und ich nickte beifällig: klarer Kopf! Und eine rechte Erfrischung auf all die andern Jesuitenschüler.“

## Veröffentlichungen
- Alles Theater. Ausgewählte Kritiken 1947-1965. Suhrkamp, Frankfurt am Main 1965.
- Mehr Freizeit, mehr Geld – mehr Freiheit. In: Marianne Feuersenger (Hrsg.): Gibt es noch ein Proletariat? Dokumentation einer Sendereihe des Bayerischen Rundfunks. Europäische Verlagsanstalt, Frankfurt am Main 1962, S. 55–66.

## Übersetzungen (Auswahl)
- Marguerite Duras: Moderato cantabile, Suhrkamp, Frankfurt am Main 1959 (zusammen mit Leonharda Gescher).
- Marguerite Duras: Das Pferdchen von Tarquinia. Suhrkamp, Frankfurt am Main 1960.
- Marguerite Duras: Der Vize-Konsul. Suhrkamp, Frankfurt am Main 1962.
- Marguerite Duras: Hiroshima mon amour. Suhrkamp, Frankfurt am Main 1973.